# ロブサン・ランパ

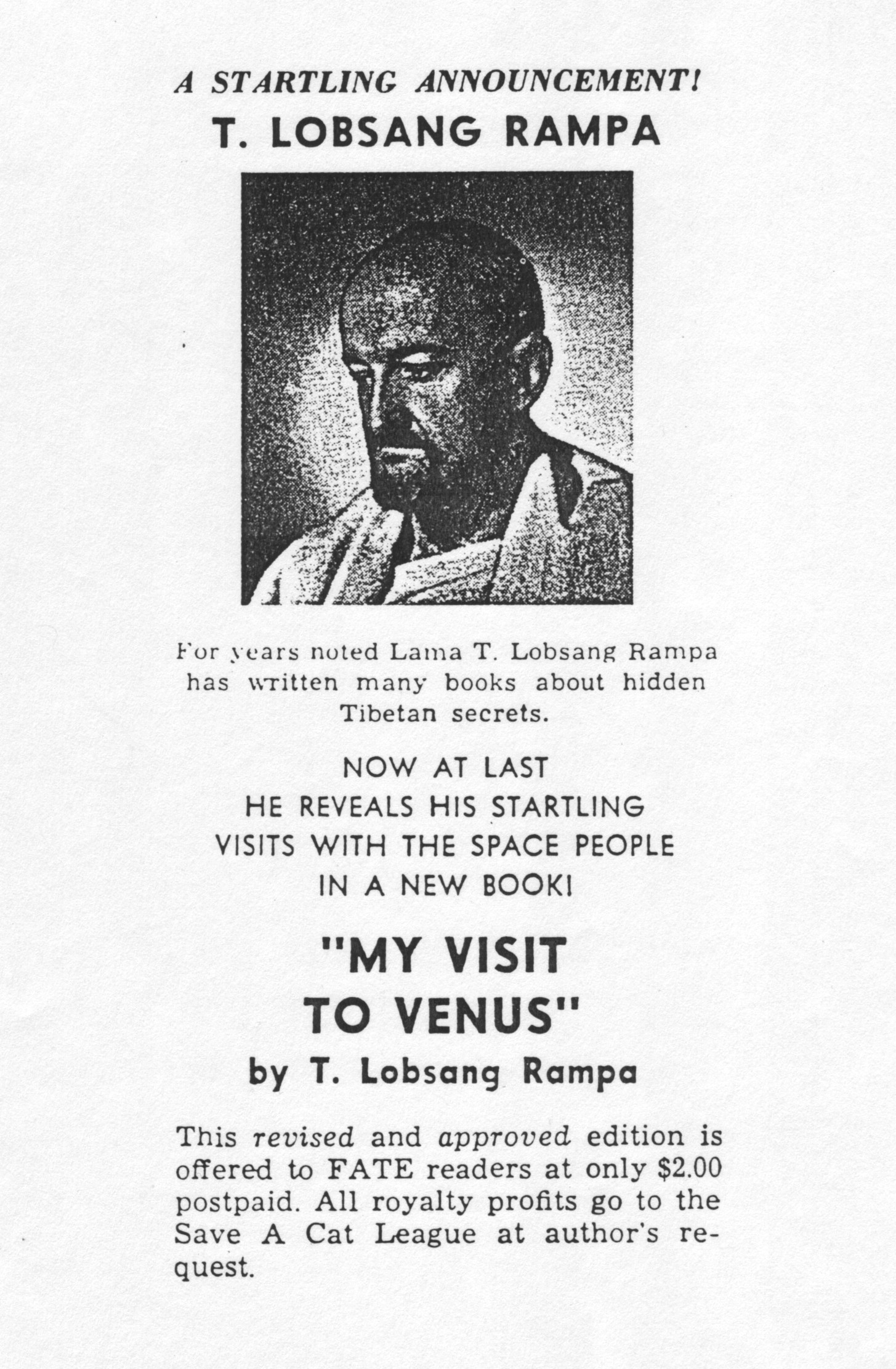
ロブサン・ランパ

ロブサン・ランパ（Tuesday Lobsang Rampa、1910年4月8日 – 1981年1月25日）は、偽書『第三の眼』（だいさんのめ、The Third Eye）の著者として知られる人物。本名はシリル・ヘンリー・ホスキン （Cyril Henry Hoskin）で、後述する様に生粋のイギリス人である。

## 略歴

### 『第三の眼』出版
1955年夏、ロブサン・ランパと名乗る剃髪姿の人物がロンドンのセッカー＆ワーバーク社に姿を現し、自らの生い立ちを執筆したので出版させて欲しいと重慶大学の（英文で書かれた）紹介状を携えて話を持ちかけた。彼は、日本軍と中国共産党軍に迫害されて英国に脱出してきたチベットの高位ラマ僧との触れ込みで身の上を紹介し、以下の様な経歴を主張した。
- 1938年、中国空軍の軍医として日中戦争に従軍中、撃墜されて捕虜となるが脱走。
- 1944年、ビルマで日本軍の捕虜となり、広島の収容所で拷問を受けるが、原爆投下のどさくさにまぎれて脱走。
- 漁船を盗んで朝鮮半島に渡り、シベリア鉄道で大陸横断を企てるもモスクワでソ連兵に逮捕される。
- 監禁、投獄、国外追放された後、ポーランド、ドイツ、フランス、アメリカを放浪。
- 1951年にイギリスに亡命する。

ランパの持ち込んだ原稿には、当時秘密のベールに包まれていたチベットの異国的な様々な習俗が紹介されていた。例えば「大きな凧に乗って空を飛ぶ」、あるいは「額に開孔手術をうけ、銀色の木片を挿入された。それにより神秘的な第三の眼が開いた」などである。しかし原稿が英語（それも庶民が使う様なスラング交じりの英語）で書かれていた上に、編集者がチベット語について幾つか質問してもランパは全く答えられなかった。だが『第三の眼』は、「チベットのラマ僧が生い立ちを語る」の副題をつけて、1956年にセッカー＆ワーバーク社から出版され、世界中でベストセラーになった。

### 判明した正体
しかし『第三の眼』の刊行直後から専門的なチベット研究家から記述内容に疑問が呈された上に彼の経歴についても疑いが生じ、私立探偵クリフォード・バージェスによってランパの来歴が調査された。その結果は、ランパ自身が語っていたのとは著しくかけ離れたものであった。
ランパことホスキンは、プリマス近郊に水道工事業者の息子に生まれ家業を継いでいた。心霊現象やオカルト特にチベットや中国の神秘思想に深い関心を抱いていたが、中国やチベットを訪問していないばかりかイギリスを出国したことすらなかった。だが、ホスキンはカール・クアン・スオ博士を自称して心霊現象の著作や小説を書き、彼方此方の出版社に売り込んでいた。
この事実が暴露されると、ランパ＝ホスキンは「脳震盪を起こした際にラマ僧のロブサン・ランパが自分に乗り移って書いたものだ」と弁解、続編として『ラサの賢者』『ランパ物語』などを上梓するものの、あごひげを生やして剃髪したラマ僧姿の写真を公開したところ専門の研究者から「ラマ僧がひげを生やすことはありえない」などの厳しい指摘を受け、薮蛇となった。ただ、超心理学的現象のなかには、憑依現象がいくつも見うけられ、ロブサン･ランパにチベットの僧が乗り移ったのではないかという説もある。実際楽屋裏が公開されてからも支持はそれほど失ってはいない。その後アイルランドからカナダへ移住し、1973年にカナダへ帰化。同地で没した。

## 日本語訳一覧
- 『第三の眼―秘境チベットに生まれて』今井幸彦訳、光文社、1957年。
- 『第三の眼―あるラマ僧の自伝』白井正夫訳、講談社、1979年[4]。
- 「チベット上空の円盤―宇宙船に搭乗して」久保田八郎訳、『われわれは円盤に乗った―3つの驚異的コンタクト』宇宙友好協会、1959年、所収[5]。
- 『古代の洞窟―チベット少年僧の不思議な物語』野村安正訳、中央アート出版社、2001年2月。ISBN 4-88639-999-1 普及版、2008年7月。ISBN 978-4-8136-0485-3

## 註
1. ↑  もっともランパは、日本軍に拷問された際に（秘密を守るために）超能力で敢えて記憶を消去した、と答えている。
2. ↑  日本語訳も翌1957年に、今井幸彦訳で『第三の眼―秘境チベットに生まれて』として光文社から出版されている。
3. ↑  その際、チベット生まれのラマ僧を名乗っていたと言われる。またある心霊雑誌の編集者は、ホスキンが中国空軍で教官を務めパラシュートの事故で重傷を負ったと聞いている。
4. ↑  光文社版の新訳再刊。
5. ↑  UFO同乗記。ホスキンの声明文なども収録。